# Vàlvula de Heimlich

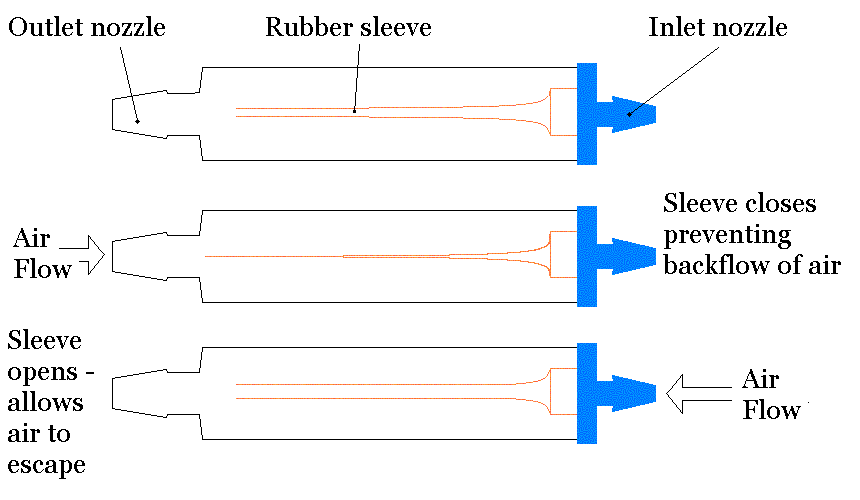
Vàlvula flutter que permet que l'aire flueixi només en un sentit.

Una vàlvula de Heimlich (pel seu inventor, Henry Heimlich) és una vàlvula unidireccional que s'utilitza en medicina respiratòria per evitar que l'aire viatgi cap enrere al llarg d'un tub toràcic. També es pot utilitzar un sistema de gestió de drenatge toràcic, que normalment permet aplicar el buit juntament amb la quantificació de l'efluent. No obstant això, és molt més gran amb més tubs, cosa que pot afectar el pacient.

## Ús
S'utilitza més habitualment per ajudar a eliminar l'aire d'un pneumotòrax. La vàlvula es dissenya generalment com una funda de goma dins d'una caixa de plàstic on la funda de goma està disposada de manera que quan l'aire passa per la vàlvula d'una manera, la funda s'obre i deixa passar l'aire. Tanmateix, quan l'aire s'aspira cap enrere, la màniga es tanca i no es permet cap enrere. Aquesta construcció li permet actuar com una vàlvula unidireccional que permet que l'aire (o fluid) flueixi només d'una manera al llarg del tub de drenatge. L'extrem del tub de drenatge es col·loca dins de la cavitat toràcica del pacient, dins de l'aire o líquid que es vol drenar. La vàlvula de flutter es col·loca en l'orientació adequada (la majoria de paquets estan dissenyats perquè la vàlvula només es pugui connectar en l'orientació adequada) i el pneumotòrax s'evacua així del pit del pacient.
Hi ha diversos problemes potencials amb aquestes vàlvules. Un és que el tub toràcic es pot obstruir. Quan es produeix l'obstrucció del tub toràcic, el pneumotòrax o l'emfisema subcutani poden repetir. Això també pot provocar empiema. L'altra és que aquests tendeixen a filtrar líquid. Per solucionar-ho, alguns han recorregut a petites alternatives de drenatge toràcic. Una solució alternativa és connectar una trampa d'esput a la vàlvula, proporcionant així un dipòsit per capturar el líquid de drenatge.
Les vàlvules neumo-estàtiques permeten als pacients deambular més fàcilment i fins i tot poden sortir de l'hospital en determinats casos. La tradicional caixa de recollida de tubs de drenatge s requeriria normalment una estada hospitalària més llarga.